# Steve Brimacombe
Stephen « Steve » Brimacombe (né le 7 mai 1971 à Melbourne) est un athlète australien, spécialiste du sprint.

## Biographie

### Palmarès
| Date | Compétition           | Lieu         | Résultat | Épreuve   | Performance |
| ---- | --------------------- | ------------ | -------- | --------- | ----------- |
| 1994 | Jeux du Commonwealth  | Victoria     | 7e       | 200 m     | 20 s 67     |
| 1995 | Championnats du monde | Göteborg     | 2e       | 4 x 100 m | 38 s 50     |
| 1998 | Jeux du Commonwealth  | Kuala Lumpur | 3e       | 4 x 100 m | 38 s 69     |
| 2001 | Championnats du monde | Edmonton     | 3e       | 4 x 100 m | 38 s 83     |
| 2001 | Goodwill Games        | Brisbane     | 3e       | 4 x 100 m | 39 s 12     |

### Records
Il détient le record d'Océanie du 4 x 100 m, en 38 s 17 (équipe d'Australie composée de Tim Jackson-Brimacombe-Damien Marsh-Paul Henderson) obtenu le 12 août 1995 à Göteborg.
Ses meilleurs temps sont de :
- 100 m :	10 s 28	0.40	Sydney	27/01/1997
- 200 m :	20 s 30	1.80	Brisbane	17/02/1996